# National Institute of Amateur Radio
Das National Institute of Amateur Radio (NIAR), deutsch „Nationales Institut für Amateurfunk“, ist ein indischer Amateurfunkverband.

## Geschichte
Das NIAR wurde am 21. Juni 1983 in Hyderabad als eine Nichtregierungsorganisation (NGO) gegründet. Zweck war, das Bewusstsein für Amateurfunkaktivitäten unter den Menschen in Indien weiter zu verbreiten.
Es unterhält auf seinem Campus außer den eigenen Büros einen Konferenzsaal, Seminarräume, eine Bibliothek, ein Museum, ein Labor, eine Klubstation, ein QSL-Kartenbüro sowie Gästehäuser. Hier werden unter anderem Schulungen, Seminare und Workshops für Funkinteressierte sowie Aus- und Weiterbildungsmaßnahmen für Funkamateure durchgeführt sowie nationale und internationale Treffen und Konferenzen ausgerichtet. Das Rufzeichen der Klubstation, die regelmäßig auf den Bändern aktiv ist, lautet VU2NRO. Von hier aus wurden schon zahlreiche Amateurfunkdiplome erworben.
Das NIAR ermuntert, fördert und unterstützt Personen und Einrichtungen, wie Schulen, Hochschulen und andere Institutionen, bei der Gründung eigener Amateurfunkvereine. Von Zeit zu Zeit organisiert es DXpeditionen, beispielsweise zu den Andamanen, Nikobaren oder nach Lakshadweep. Innerhalb des NIAR gibt es den Radio Amateur Civil Emergency Service (RACES), einen Hilfsdienst der Funkamateure zur Notfallkommunikation bei Naturkatastrophen, wie Erdbeben oder Überschwemmungen, bei Großunfällen oder in anderen Notfällen.
Das NIAR pflegt partnerschaftliche Beziehungen zu anderen Amateurfunkorganisationen, darunter die German DX Foundation (GDXF).